# Copons
Copons est une commune de la province de Barcelone, en Catalogne, en Espagne, de la comarque d'Anoia

## Personnalités liées à la commune
- Pepita Carnicer (1920-2011), née Pepita Estruch i Pons, résistante républicaine espagnole, est née dans la commune[1].